# Popoli del Madagascar

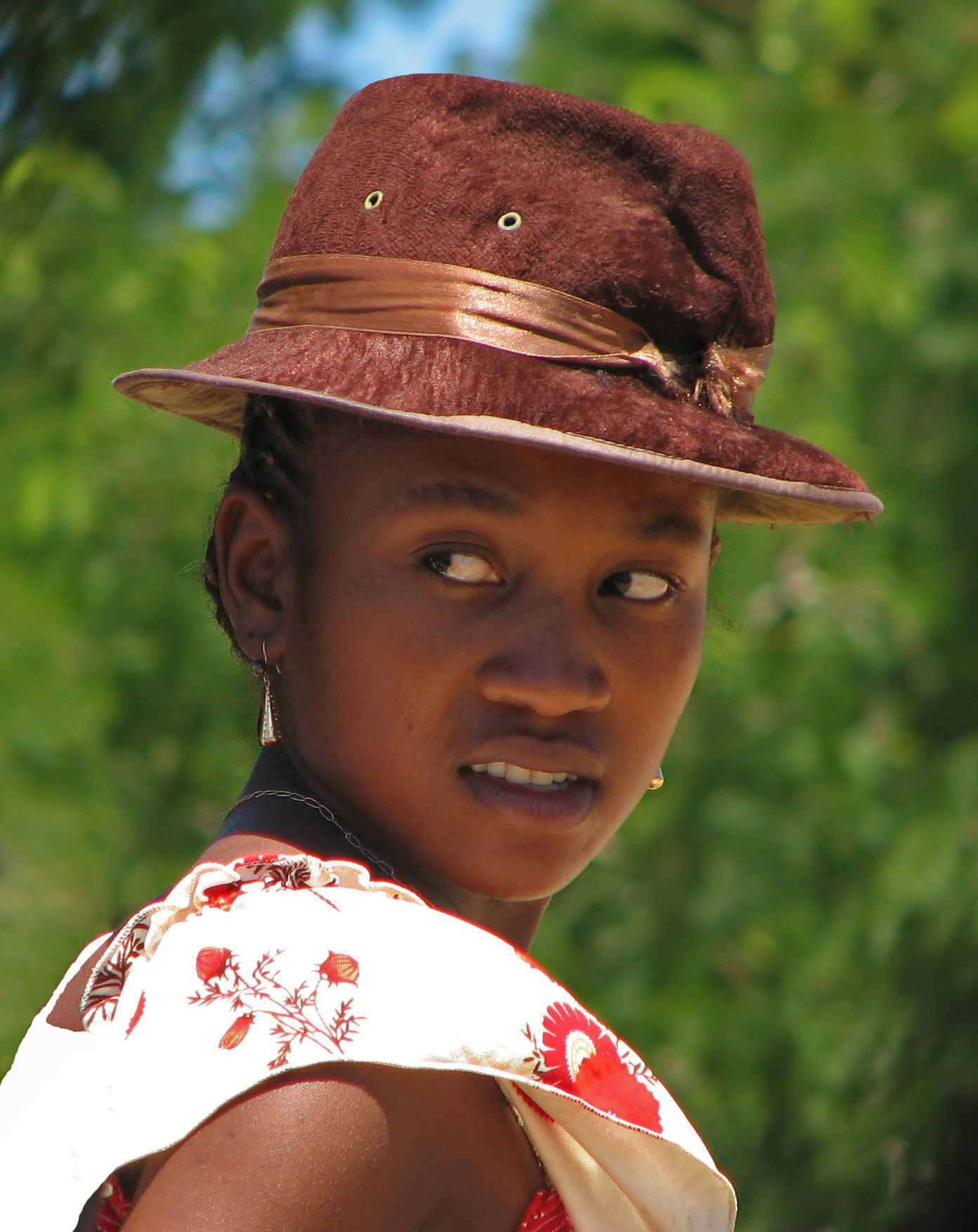
Ragazza con cappello a Toliara

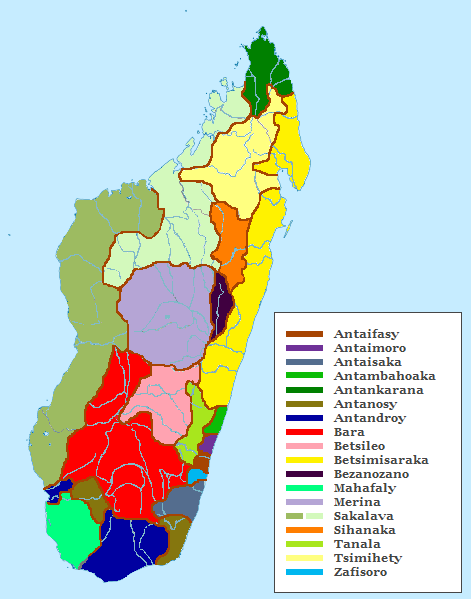
Distribuzione dei gruppi etnici malgasci

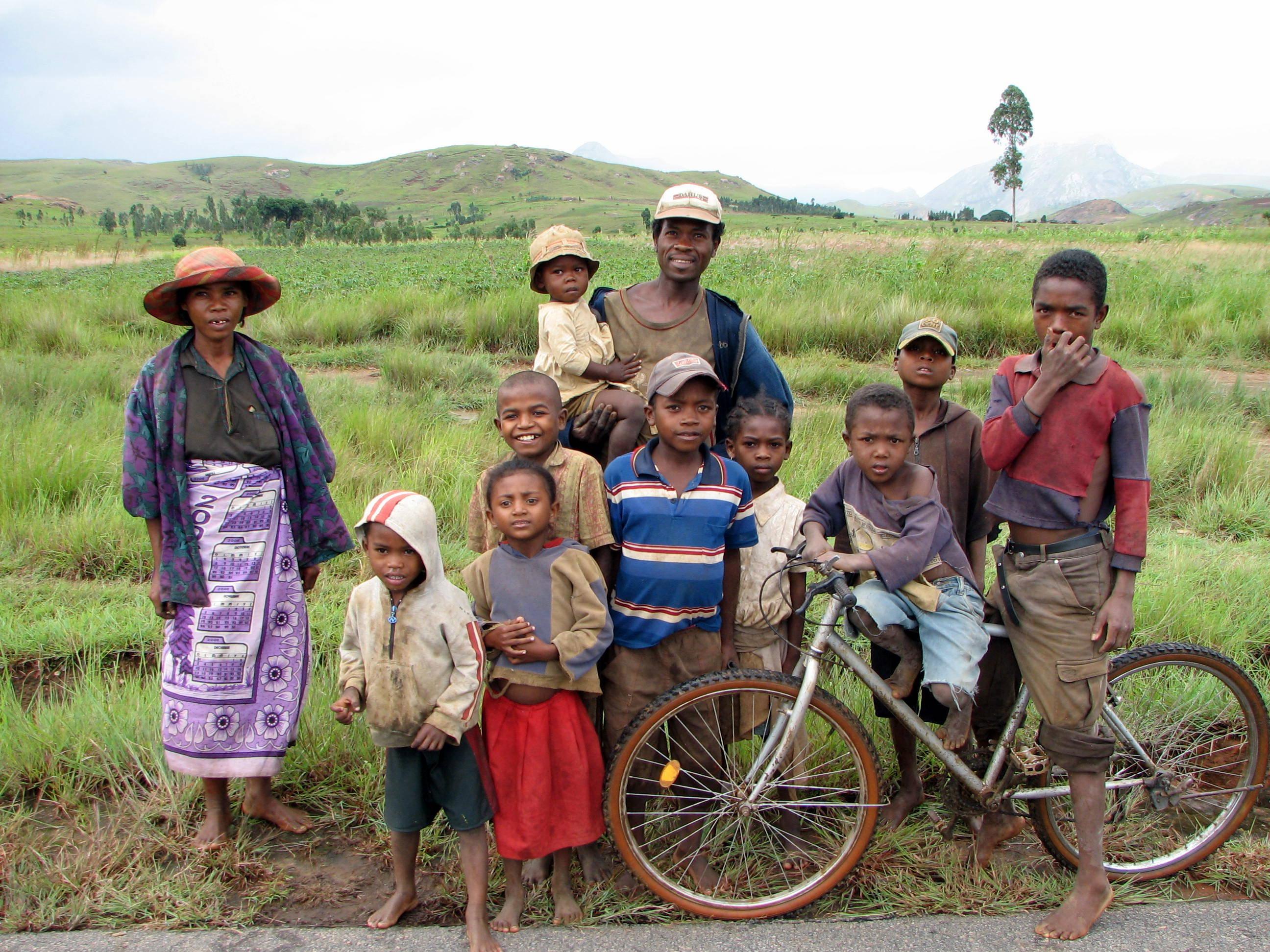
Una famiglia della zona di Ambalavao

I numerosi popoli del Madagascar hanno origini estremamente diverse; alcuni gruppi giunsero in Madagascar dall'Indonesia, altri dalle terre bantu dell'Africa meridionale, altri ancora dal Nordafrica e dai paesi arabi. Tuttavia, essi condividono una quantità sorprendente di tratti culturali, a partire da quelli linguistici: le numerose lingue parlate da questi popoli, per esempio, sono strettamente correlate fra di loro, al punto da essere talvolta classificate come dialetti di un'unica lingua (il malgascio).

## Le diciotto tribù
Nel Madagascar moderno si distinguono diciotto etnie principali, talvolta chiamate "le diciotto tribù":
1. Antaifasy, "coloro che vivono nella sabbia", presenti sulla costa sud-orientale del Madagascar, nella zona di Farafangana.
2. Antemoro, "quelli della costa", abitano le coste sud-orientali, nella zona compresa fra le città di Manakara e Farafangana.
3. Antaisaka, "quelli che vengono dai Sakalava", vivono nella regione a nord di Fort Dauphin.
4. Antankarana, "quelli delle rupi", vivono all'estremo nord dell'isola.
5. Antambahoaka, "quelli della comunità", popolano la regione di Mananjary.
6. Antandroy, "quelli che abitano nelle spine", vivono all'estremo sud.
7. Antanosy, "quelli dell'isola", vivono attorno a Fort Dauphin.
8. Bara, distribuiti sugli altipiani centrali.
9. Betsileo, "i molti invincibili", insediati nella parte meridionale degli altipiani centrali.
10. Betsimisaraka, "i molti inseparabili", abitanti della costa orientale
11. Bezanozano, "quelli delle trecce", concentrati lungo il fiume Mangoro.
12. Mahafaly, "i creatori di tabù", presenti nel sud dell'isola, e in particolare della zona di Betioky e Ampamihy.
13. Merina, "quelli degli altipiani", concentrati attorno alla capitale Antananarivo
14. Sakalava, "gli abitanti delle valli lunghe", occupano quasi tutto il territorio ad ovest.
15. Sihanaka, "quelli che errano nelle paludi", insediati intorno al lago Alaotra.
16. Tanala, "gli abitanti della foresta", vivono vicino a Ranomafana
17. Tsimihety, "quelli che non si tagliano i capelli", popolano la parte centro-settentrionale dell'isola.
18. Vezo, "i nomadi del mare", presenti nel sud-ovest dell'isola, su un territorio costiero che va da Anakao (50 km circa a sud di Toliara) fino a Morondava.